# Печихвосты (Волынская область)

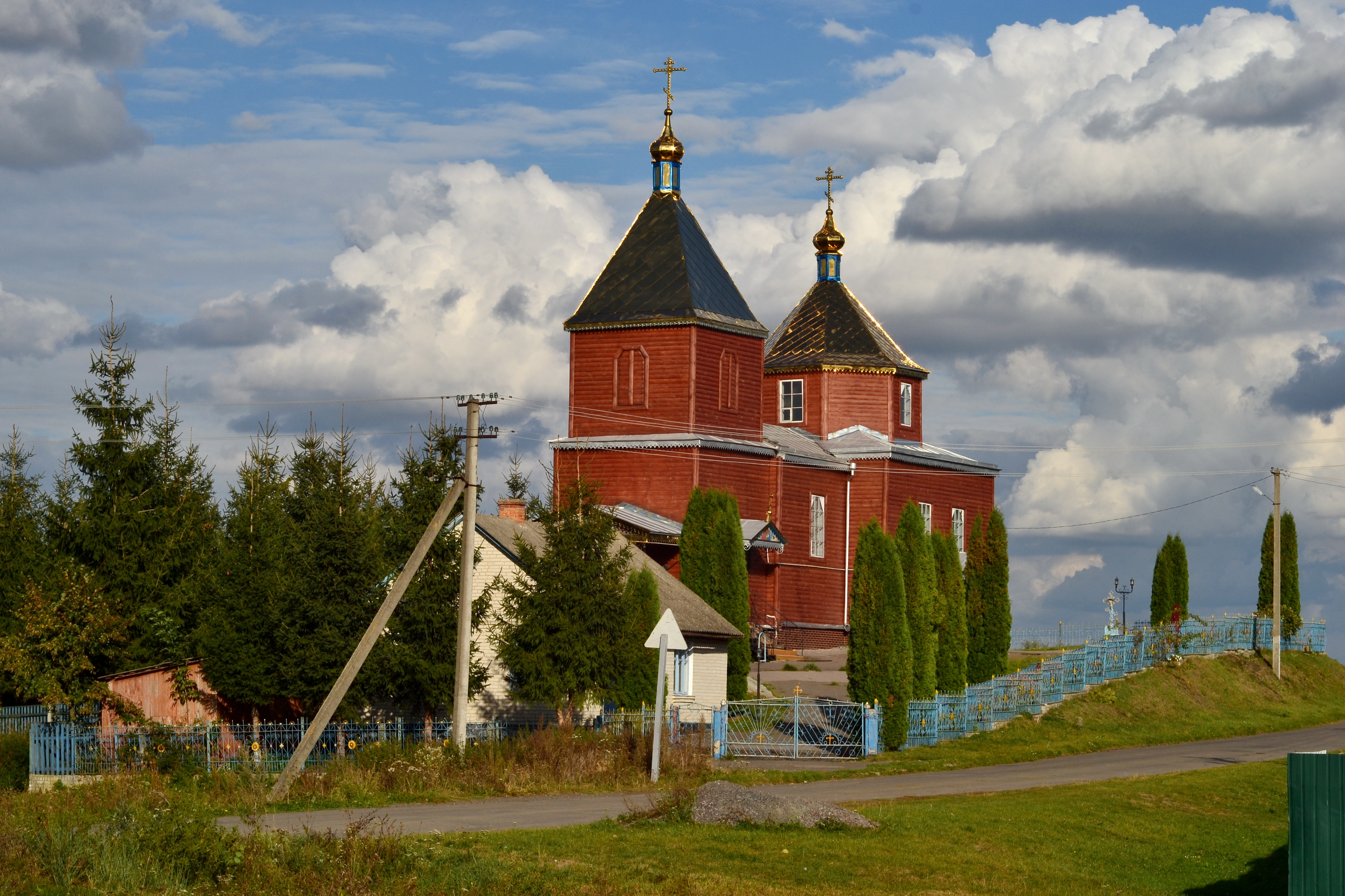
Церковь Введения в храм Пресвятой Богородицы

Печи́хвосты (укр. Печихвости) — село в Гороховской городской общине Луцкого района Волынской области Украины.
До 2020 года входило в Гороховский район.
К востоку от села проходит водораздел между бассейнами Чёрного и Балтийского морей. Через Печихвосты протекает река Стрыпа, впадающая в Лугу, которая является притоком Западного Буга.
Код КОАТУУ — 0720886001. Население по переписи 2001 года составляет 997 человек. Почтовый индекс — 45734. Телефонный код — 3379. Занимает площадь 17,99 км².